# Гластонберийское аббатство
Гластонберийское аббатство (англ. Glastonbury Abbey) — руинированное бенедиктинское аббатство VIII века в Гластонбери, Сомерсет, Англия. К XIV веку монастырь стал одним из самых богатых и влиятельных во всём королевстве. Был распущен во время секуляризации при короле Генрихе VIII Тюдоре, а его последний настоятель Ричард Уайтинг был повешен, потрошён и четвертован как изменник на холме Святого Михаила в 1539 году.
В Средние века монахи стали утверждать, что Гластонбери является Авалоном, и поэтому как минимум с XII века Гластонбери стало ассоциироваться с легендой о короле Артуре. Христианские легенды утверждают, что аббатство было основано в 63 году н. э. Иосифом Аримафейским, прибывшим вместе со 150 своими последователями в Англию согласно пророчеству архангела Гавриила.

## История

### Англосаксонская эпоха
В Гластонбери уже некоторое время жили монахи, когда в 712 году король Ине Уэссекский повелел построить каменную церковь, на фундаменте которой теперь стоит западный конец нефа. В IX веке Гластонбери был разорён датчанами. Прежде чем основать монастырь в Сомерсете, святой Неот был священником в Гластонбери. В X веке монастырская церковь была расширена по указанию святого Дунстана, аббата Гластонбери и центральной фигуры церковной реформы, который ввёл в Гластонбери бенедиктинский устав. Дунстан стал архиепископом Кентерберийским в 960 году. В 967 году в Гластонбери был похоронен король Эдмунд, а в 1016 году — Эдмунд Железнобокий, который не смог удержать Англию под напором датского короля Кнуда, но сумел сохранить титул короля Уэссекса.

### Средние века

#### Нормандское завоевание
Во время Нормандского завоевания в 1066 году богатства Гластонберийского аббатства сделали его ценным трофеем. В 1086 году Вильгельм Завоеватель назначил аббатом норманна Турстина, который принял странное решение построить новую церковь к востоку от старой саксонской церкви и в отдалении от древнего кладбища, таким образом сместив освящённый участок земли. Не все норманны оказались подходящими управленцами. Следующий аббат Херлевин построил новую бо́льшую по размеру церковь на правильном месте. В 1086 году, когда была написана Книга Страшного суда, аббатство Гластонбери было самым богатым монастырём в стране. Согласно Вильяму Мальмсберийскому, приблизительно в 1125 году аббат Генрих Блуаский приказал записать историю Гластонбери, которая также содержала пассажи о короле Артуре.

#### Могила короля Артура
В 1184 году в результате сильного пожара были разрушены монастырские постройки. Восстановление началось почти сразу и уже в 1186 году была освящена часовня Богоматери. В XII веке разрушенный неф был достаточно отремонтирован для проведения церковных служб на то время, пока строится новая большая церковь. К 1189 году были проведена часть восстановительных работ, однако позже реконструкция забуксовала.
После пожара паломничество в Гластонбери сократилось, однако после обнаружения могилы короля Артура и Гвиневры на кладбище в 1191 году поток паломников значительно возрос. Согласно двум записям хроникёра Гиральда Камбрийского, во время организованных аббатом Генри де Салли поисков, на глубине 5 метров был обнаружен полый ствол огромного дуба, в котором покоилось два скелета. Под могильным камнем, согласно Гиральду, лежал свинцовый крест с отчётливо различимой надписью Hic jacet sepultus inclitus rex Arthurus in insula Avalonia («Здесь лежит погребённый прославленный король Артур на острове Авалон»).

#### Присоединение к епархии Бата и Уэллса
В 1197 году, Саварик Фицгельдевин, епископ Бата и Уэллса, убедил папу Целестина III разрешить присоединение Гластонберийского аббатства к его епархии. Он официально перенёс туда свой епископский престол, однако монахи Гластонбери не приняли своего нового епископа и не впустили его на территорию аббатства. Епископы продолжали использовать титул епископа Бата и Гластонбери до тех пор, пока в 1219 году окончательно не отказались от своих притязаний на Гластонбери. Служения в освящённой новой большой церкви начались на Рождество 1213 года, скорее всего до того, как восстановление было полностью завершено. Король Эдуард I и королева Элеонора присутствовали на великолепной службе по перезахоронению останков короля Артура у подножия алтаря в 1278 году.

#### XIV—XV века
В XIV веке только Вестминстерское аббатство было более богатым и влиятельным, чем Гластонбери. Аббат Гластонбери распоряжался огромным состоянием, о котором даже теперь свидетельствуют руины кухни аббатства с четырьмя огромными каминами по углам. Кухня была частью великолепного дома аббата, строительство которого было начато при аббате Джоне де Брейнтоне (1334—1342). В ходе археологических раскопок были обнаружены отдельные апартаменты в южной части дома аббата, пристроенные специально для Генриха VII, который в рамках королевского путешествия по стране нанёс визит аббату наряду с другими влиятельными вельможами. Обстановка в Англии во время Войны роз стали настолько опасной, что вокруг стен аббатства была возведена стена.

### Роспуск монастырей
В начале тюдоровской секуляризации в 1536 году в Англии насчитывалось более 800 женских и мужских монастырей. К 1541 году не осталось ни одного. Более 15 000 монахов и монахинь разогнали, а корона конфисковала здания для последующей продажи или сдачи в аренду мирянам. В сентябре 1539 года все ценности в процветающем Гластонберийском аббатстве были изъяты. Аббат Ричард Уайтинг, отказавшийся подписать Акт о супрематии, делавший Генриха VIII главой Церкви Англии, был повешен, потрошён и четвертован как изменник на холме Святого Михаила 15 ноября 1539 года.
Два поколения спустя, во времена Шекспира, от Гластонбери остались одни руины: «На хорах, где умолк весёлый свист…» (англ. Bare ruined choirs, where late the sweet birds sang).

### Настоящее время
В 1908 году руины аббатства были приобретены траст-фондом епархии Бата и Уэллса, и, таким образом, они принадлежат Церкви Англии. В 1924 году несколько местных церквей организовали паломничество в Гластонбери, которое не прекращается и по сей день. Службы проводятся в англиканской, католической и православной традициях. Гластонберийское аббатство посещает более 100 000 человек в год.

## Библиотека
Джон Лиланд, библиотекарь короля Генриха VIII, после посещения библиотеки аббатства писал, что в ней имеются редчайшие экземпляры трудов раннеанглийского периода и уникальные раннехристианские документы. По всей видимости библиотека пострадала во время пожара 1184 года, однако до роспуска монастырей в 1539 году в ней содержалась замечательная коллекция. Известно о 40 сохранившихся рукописях из Гластонбери.

## Гластонберийский боярышник
Экземпляр боярышника однопестичного из Гластонбери был впервые упомянут в анонимном жизнеописании Иосифа Аримафейского в начале XVI века. Он необычен тем, что цветёт два раза в год, весной (что обычно для боярышника) и зимой. С помощью черенков и прививания сорт стал широко распространён в Англии и получил название Biflora или Praecox. Обычай посылать ветвь Гластонберийского боярышника с почками королеве на Рождество ввёл Джеймс Монтегю, епископ Бата и Уэльса, который направил ветвь супруге Якова I — королеве Анне.